# 卯酉線
卯酉線（ぼうゆうせん、英: Prime vertical）とは線上の任意の接ベクトルが特定の子午線上の特定の接ベクトルと直交する仮想的な線である。東西圏とも称する。卯（東）と酉（西）とを結ぶ線であることからこの名がつけられた。特定の子午線との交点でのみ接ベクトルが直交する緯線（平行圏）とは異なる概念であり、注意を要する。
地球を真球とみなしたとき、任意の卯酉線は大円となるが、実際には地球は回転楕円体（扁球）により近い形状をしているため、赤道以外の卯酉線は大円とはならない。これに対し、地球を真球・回転楕円体のどちらとみなすかに関係なく、赤道以外の緯線は大円にはなり得ない。